# Ivan Visin
Ivan (Ivo) Visin (nekad i Ivo Vizin) (Prčanj, Boka kotorska, danas Crna Gora, 3. studenog 1806. – 17. kolovoza 1868.), hrvatski pomorac i istraživač. Šesti je profesionalni morepolovac iza Magellana koji je oplovio svijet. Nakon Tome Skalice prvi je Hrvat koji je oplovio Zemlju.
Ivan Visin je rođen u Prčanju, u katoličkoj obitelji porijeklom iz Istre, u vrijeme okupacije Boke kotorske od strane Francuskog carstva. Pomorsku karijeru započeo je s 12 godina kao "brodski mali" na jedrenjacima. Kapetanski ispit položio je u Trstu. 
Kapetan Visin i poručnik Fridrih Bellavita zajedno s devet članova posade otisnuli su se 11. veljače 1852. brikom Splendido, pod habsburškom zastavom, iz Antwerpena na put oko svijeta. Plovili rutom prema zapadu prenoseći terete: Antwerpen - Rt Horn - Valparaiso - San Francisco - Honolulu - Singapur - Bangkok - Hongkong - Rt dobre nade - Plymouth - Trst. U Trst su stigli 30. kolovoza 1859. godine.
Car Franjo Josip I. odlikovao je kapetana Visina  počasnom zastavom (bijela zastavica,  „Ehrenflagge weiß“, „Merito Navali“) za zasluge u trgovačkoj mornarici i viteškim križem reda Franje Josipa.

## Vanjske poveznice
- Ivan. Visin Hrvatska tehnička enciklopedija, portal hrvatske tehničke baštine. LZMK